# أمجد الزهاوي
أمجد الزهاوي شيخ دين كردي ورئيس رابطة علماء العراق، وهو أبو سعيد أمجد بن الإمام محمد سعيد مفتي بغداد بن الإمام محمد فيضي الزهاوي، بن الملا أحمد بن حسن بك بن رستم بن كيخسرو بن الأمير سليمان بن أحمد بك بن بوراق بك بن خضر بك بن حسين بك بن الأمير سليمان الكبير رئيس الأسرة البابانية والذي أنشأ حفيده إبراهيم باشا بابان مدينة السليمانية وسماها باسم جدهِ سليمان. وهو من ذرية الصحابي خالد بن الوليد المخزومي، ومن بناته، الحاجة نهال أمجد الزهاوي.

## حياته
- ولد أمجد في بغداد عام 1300 هـ/ 1882م، وبها نشأ وتعلم القرآن ودرس على أبيه، وعلى يد علماء عصره.
- وتخرج من كلية الحقوق ومعهد القضاء العالي بإستانبول عام 1906 م، واشتغل حاكما في الموصل، ثم نقل إلى بغداد.
- ومن أشهر أساتذته محمود شكري الآلوسي، وعبد الوهاب النائب، وعباس حلمي أفندي، والعلامة غلام رسول الهندي.
- وقد كرس حياته لطلب العلوم الشرعية كالفقه والأصول، وله آراء شرعية وفتاوى مقبولة من مختلف أنحاء العالم الإسلامي.
- جاب الأقطار وشد الرحال لمختلف الدول الإسلامية في سبيل الدعوة إلى الله.
- أنيطت به وظيفة حاكم في محاكم العراق.
- ووظيفة رئيس المجلس التمييز الشرعي.
- وعمل استاذا في كلية الحقوق وكان يحاضر في دار العلوم العربية والدينية وله كتاب (الوصايا والفرائض).
- أنيطت به بعد وفاة مفتي العراق الشيخ قاسم القيسي، مهام الفتوى إلا أنه رفضها رسميا.
- استقر أواخر أيامه في خدمة العلم والتعليم وكان لهُ مجلسه الخاص في المدرسة السليمانية الذي يختلف إليه فيه مختلف العلماء والأدباء وطلاب العلم، والكل بين سائل ومشتكي ومستفتي فلا يرد طلب وما عرف عنه غير السعي في خدمة الناس وعمل الخير والأخلاص لله. وكان كثير المطالعة يحب البحث والمراجعة لكتبه، حيث يذكر عنه مطالعته للكتب إلى وقت وفاتهِ بساعة.

## من إنجازاته
- لم يكن الشيخ أمجد ينتمي إلى حركة أو حزب أو كيان، بل كان يحب الكل، ويعمل مع كل من يعمل للإسلام أو ينفع المسلمين وكان يساهم مع كل الناس ومع كل الجهات لإنجاز العمل الخيري الإسلامي حتى انه كان يقول ((لست مغفلاً حتى يخدعني أحد أنا اعمل مع كل من يعمل للإسلام))، ولقد أخبر الشيخ أحمد حسن الطه عنهُ قائلاً: (هو كان معروفاً أنه لا تابع لأحد، لأنه موضع ثقة الكل فصيح القول بإنه كان متبوعاً لا تابعاً، وبأنه يؤيد ما هو حق، ولا يكابر، وكان يرتفع أن يثير قضية جزئية خلافية، ويترك الامر، فإذا سأل الناس أجاب بما هو حق. ثم يضيف الشيخ أحمد قائلاً: ليس هو من الاخوان، لأنه أقدم منهم فكان هو موثقاً للإخوان، (وكان يصف حركة الإخوان المسلمين في مصر، بكونها فتحاً مبيناً)، وسمعته مرة يقول عن الاخوان في العراق (ولكن بعض الاخوان استعجلوا وكسروا الركية فطيرة)).
- كان الشيخ عضواً مؤسساً لعدة جمعيات إسلامية مثل جمعية الأخوة الإسلامية، وجمعية رابطة علماء العراق.
- كما أنتخب رئيسا لمؤتمر العالم الإسلامي بالإجماع وهو من المؤسسين لرابطة العالم الإسلامي في مكة، وكان كثير الاهتمام بقضايا المسلمين في مختلف أرجاء العالم، حيث سافر لمختلف أقطار الدول الإسلامية على نفقته الخاصة مثيرا للهمم وشارحا للمصيبة وجامعا للتبرعات ومحذرا من العاقبة الوخيمة المترتبة على تقصير الحكومات والمسؤولين في البلاد العربية والإسلامية بقضية ساعته وهي قضية فلسطين.
- في 1960م، كان رئيساً[2] لجمعية إنقاذ فلسطين.[3]
- ترأس ستة جمعيات إسلامية في وقت واحد، فكان يحمل روح الشباب وهو شيخ كبير، ساهم في نشر الوعي الإسلامي والدعوة إلى الإسلام.

## معاناته في العراق وهجرته إلى المدينة
كانت الأوضاع السياسية في العراق في عقد الستينيات تنبئ باقتراب حدوث تغيير سياسي كبير، وكانت إرهاصات حدوث انقلاب عسكري تتزايد، حتى قامت حركة تموز 1958م، بقيادة عبد الكريم قاسم، وألغيت الملكية وأعلن قيام الجمهورية العراقية. وقد أستقبلت الأوساط السياسية والشعبية هذا الانقلاب بابتهاج شديد سرعان ما تبدد مع صعود الشيوعيين ومحاولتهم الاقتراب من عبد الكريم قاسم الذي رحب بهم في البداية لعدم وجود قاعدة سياسية أو حزبية يتكئ عليها في ممارسة الحكم، إضافة إلى صراعه مع الضباط الوحدويين مثل عبد السلام عارف.
أدى اقتراب عبد الكريم قاسم من الشيوعيين إلى احتقانات سياسية عسكرية كبيرة استغل بعضها أحد قادة الجيش وهو «عبد الوهاب الشواف» للقيام بحركة انقلاب مضادة في الموصل، عرفت بحركة الشواف ساندته فيها القوى المختلفة الرافضة للشيوعية، غير أن فشل الحركة تسبب في حدوث مجازر قام بها الشيوعيون، وكان الشيخ محمد محمود الصواف قد أصدر مجلة «لواء الأخوة الإسلامية» التي وجهت انتقادات حادة للشيوعيين، وعندما ضاقوا بالنقد هاجموا المجلة وأحرقوا مكتبها ومطبعتها بعد 7 أعداد فقط من الصدور.
كانت الحركة الإسلامية تنتقد نظام حكم عبد الكريم قاسم؛ بسبب صعود الشيوعيين، وانتقاص الحزب الشيوعي العراقي لدين الإسلام عقيدة وشريعة، وصدور قانون الأحوال الشخصية رقم 188 لسنة 1959 الذي ألغى كل القوانين الإسلامية المتعلقة بقضايا الأحوال الشخصية، ومنع تعدد الزوجات، وأعطى المرأة حق الطلاق والمساواة في الإرث مع الرجل؛ فوقف الإخوان لهذا القانون بالمرصاد، خاصة بعد أن أصبح لهم وجود سياسي عند حصولهم على حكم قضائي بإنشاء حزب، وتم لهم ذلك في (ذي القعدة 1379 هـ/ أبريل 1960م) وترأسه نعمان عبد الرزاق السامرائي الذي أصدر جريدة «الفيحاء»، وكان نقد الإخوان شديدًا للشيوعيين، وكان لهم دور بارز في إحباط المشروع الشيوعي في العراق، وعند اشتداد طغيان الشيوعية في العراق هاجر الشيخ أمجد إلى المدينة المنورة وسكن فيها مدة من الزمن ثم عاد إلى بغداد.

## وفاته

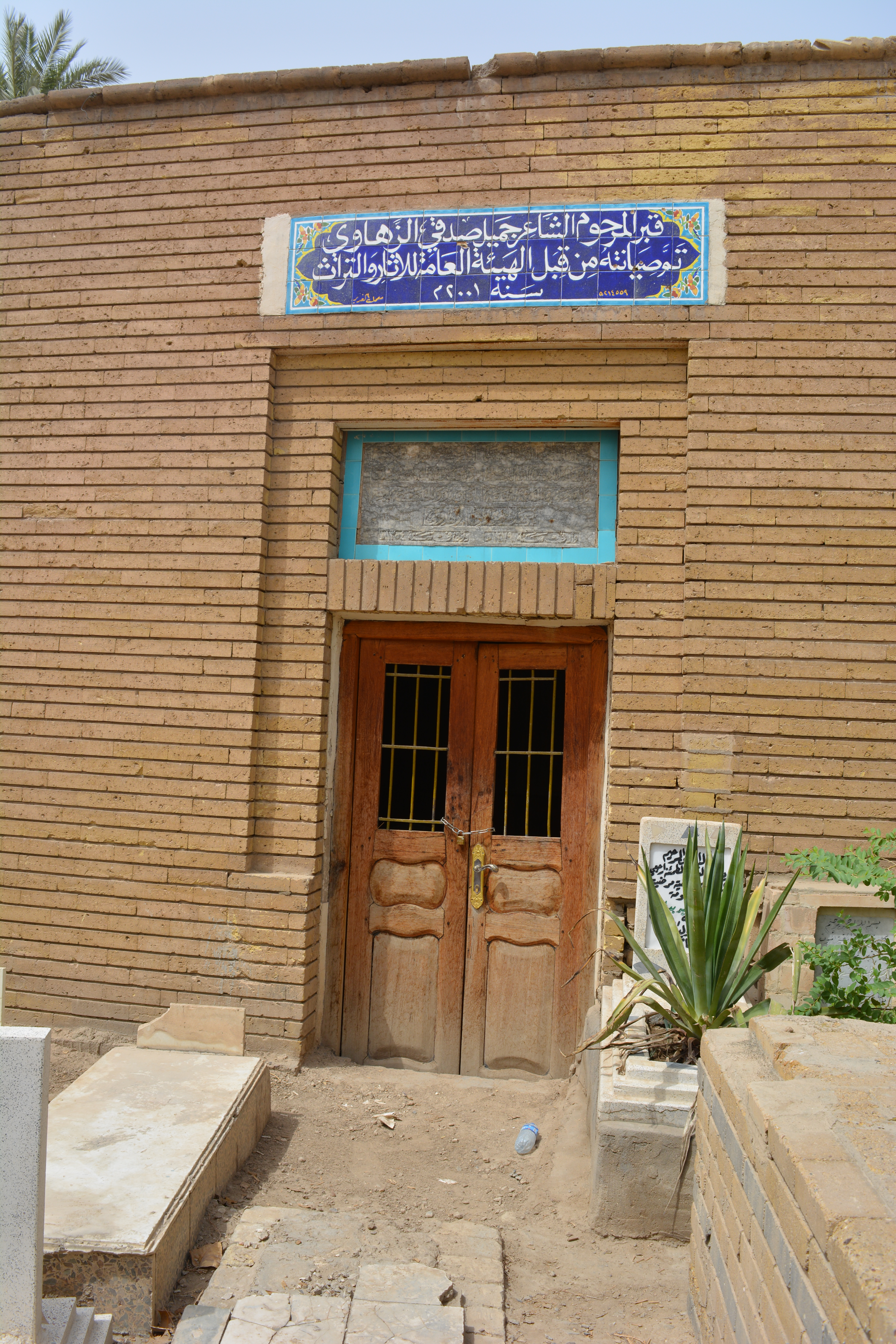
قبر الشيخ الزهاوي بالقرب من قبر عمه جميل صدقي الزهاوي في مقبرة الخيزران

توفي أمجد الزهاوي في يوم الجمعة 15 شعبان 1386 هـ، الموافق 17 تشرين الثاني 1967م، وشيع في موكب مهيب يوم السبت، وحضره أعلام بغداد وسار فيه العلماء والوزراء ووفود من رجالات العشائر العراقية، وطلاب المعهد الإسلامي ولقد أم الناس بالصلاةِ عليه تلميذه الشيخ عبد القادر الخطيب إمام جامع الإمام الأعظم ودفن في مقبرة الخيزران، قرب قبر عمهِ الشاعر جميل صدقي الزهاوي، وألقى كلمة في تأبينه محمد محروس المدرس، ثم تلاه واعظ بغداد العلامة شاكر البدري.

## كتب ألفت عنه
- كتاب ((الشيخ أمجد بن محمد سعيد الزهاوي - عالم العالم الإسلامي))، تأليف: كاظم أحمد ناصر المشايخي - مطبعة أنوار دجلة - بغداد.

## من تلامذة الشيخ
- الشيخ الداعية المفكر محمد أحمد الراشد.
- ابنته الحاجة نهال أمجد الزهاوي.

## وصلات خارجية
- أعلام الفقه والدعوة في العراق - موقع مجلس علماء العراق
- أمجد الزهاوي، برنامج منائر أرض السواد، قناة بغداد الفضائية، 21 أغسطس 2009